# Rhyacophila vofixa
Rhyacophila vofixa là một loài Trichoptera trong họ Rhyacophilidae. Chúng phân bố ở miền Tân bắc.